# 크래시 (프로게이머)
크래시(본명: 이동우, 1997년 1월 5일 ~ )는 대한민국의 리그 오브 레전드 프로게이머로 포지션은 정글이다. 아이디는 Crash이다. 현재 터키 챔피언십 리그의 1907 페네르바흐체 e스포츠 소속이다.

## 선수 생활
2015년 4월, 쇼타임에 입단하면서 프로 커리어를 시작했다.
2015년 5월, T.베어 게이밍에 입단했다.
2016시즌을 앞두고 롱주 게이밍에 입단했다. 스프링 시즌 체이서와 주전 경쟁을 하였으며 간간히 출전을 기록했다. 서머 시즌에서도 초반에는 체이서의 서브 선수로 활동했지만 시즌이 진행되면서 팀의 주전으로 도약했다. 2017 스프링 시즌에서는 기복이 있는 모습을 보여주었다.
2017 서머 시즌을 앞두고 비시 게이밍에 입단했다. 팀의 주전 정글러로 활동하면서 팀의 LPL 승격에 기여했다.
리그 오브 레전드 월드 챔피언십 2017을 앞두고 1907 페네르바흐체 e스포츠와 단기 계약을 맺었다. 플레이인 스테이지에서 좋은 모습을 보여주었으며 팀의 조별리그 진출에 기여했다.
2017 롤드컵 종료 이후 다시 비시 게이밍으로 복귀했다. 2018 스프링 시즌에서는 좋지 못한 모습을 보여주었다.
2018년 5월, 마치 e스포츠에 입단했다. 서머 시즌 좋지 못한 경기력을 보여주었다.
2019시즌을 앞두고 홍콩 에티튜드에 입단했다. 2019시즌 팀의 롤드컵 진출에 기여했으며 리그 오브 레전드 월드 챔피언십 2019에서 로스터에 포함되면서 참가했다.
2020년에는 WhereAreYouFrom이라는 팀 소속으로 챌린저스 진출을 도모했지만 탈락했다.
2020년 7월, 타이페이 J팀에 입단했다. 하지만 출전을 기록하지 못했다.
2021시즌을 앞두고 센고쿠 게이밍에 입단했다.
2022시즌을 앞두고 1907 페네르바흐체 e스포츠에 입단했다.

## 소속팀
| #  | 팀명                      | 소속 기간             | 소속 리그 | 비고 |
| -- | ------------------------- | --------------------- | --------- | ---- |
| 1  | 쇼타임                    | 2015.04~2015.05.25    |           |      |
| 2  | T.베어 게이밍             | 2015.05.25~2016.01.06 | LSPL      |      |
| 3  | 롱주 게이밍               | 2016.01.06~2017.05.19 | LCK       |      |
| 4  | 비시 게이밍               | 2017.05.19~2018.03.20 | LPL       |      |
| 5  | 1907 페네르바흐체 e스포츠 | 2017.09.23~2017.10.11 | TCL       |      |
| 6  | 마치 e스포츠              | 2018.05.27~2018.11.20 | LMS       |      |
| 7  | 홍콩 에티튜드             | 2019.01.23~2019.12.10 | LMS       |      |
| 8  | WhereAreyouFrom           | 2020~2020.05          | 아마추어  |      |
| 9  | 타이페이 J 팀             | 2020.07.30~2020.11.15 | LMS       |      |
| 10 | 센고쿠 게이밍             | 2020.12.12~2021.12.10 | LJL       |      |
| 11 | 1907 페네르바흐체 e스포츠 | 2021.12.10~           | TCL       |      |

## 수상 내역
- IEM 시즌 11 오클랜드 4강
- 리그 오브 레전드 세컨더리 프로리그 서머 2017 우승